# Departamento Canelones
Canelones ist eines der 19 Departamentos von Uruguay.

## Geografie

### Lage
Das eine Flächenausdehnung von 4.536 km² aufweisende Departamento umgibt die Hauptstadt Montevideo, so dass sich die meisten Vororte dieser Stadt im Departamento Canelones befinden. Es grenzt im Westen an San José, im Osten an Lavalleja und Maldonado sowie im Norden an Florida. Die Westgrenze bildet der Río Santa Lucía, die Ostgrenze die Hügelkette der Cuchilla Grande. Im Süden grenzt das Departamento an den Río de la Plata. Seine Hauptstadt, die ebenfalls Canelones heißt, hat 20.000 Einwohner. Größte Stadt ist die zur Metropolregion Montevideo gehörende Stadt Ciudad de la Costa mit über 100.000 Einwohnern.

### Bodenschätze
Auf dem Departamentogebiet befinden sich bei Santa Lucía Erdöl-Vorkommen. Als weitere Bodenschätze sind Feldspat nahe dem Kilometerpunkt 27 der Ruta 6 und schwarzer Granit bei Soca vorhanden.

### Siedlungsstruktur
Canelones hat eine dichte Bevölkerung. Nennenswert Städte und Ortschaften sind:
- Las Piedras
- La Paz
- Progreso
- Barros Blancos
- Ciudad de la Costa, eine neue Stadt, die aus den vorher unabhängigen Orten San José de Carrasco, Shangrilá, Lagomar, Solymar und El Pinar gebildet wurde
- Tala
- Pando
- Empalme Olmos
- Santa Lucía
- Colonia Nicolich
- San Jacinto
- San Bautista
- Migues
- Montes

Es gibt auch eine Reihe von Badeorten: Salinas, Marindia, Atlántida, Las Toscas, Parque del Plata, La Floresta, Costa Azul, Guazubirá, Los Titanes, La Tuna, Cuchila Alta und Jaureguiberry an der Grenze zum Departamento Maldonado.

## Infrastruktur

### Bildung
Canelones verfügt über insgesamt 44 weiterführende Schulen (Liceos), in denen 36.467 Schüler von 2.885 Lehrern unterrichtet werden. Das älteste Liceo des Departamentos ist das in der Departamento-Hauptstadt Canelones angesiedelte, 1912 gegründete Liceo Departamental "Tomás Berreta". (Stand: Dezember 2008)

### Verkehr
Im äußersten Süden, nahe Montevideo, befindet sich der Internationale Flughafen Carrasco, der wichtigste Flughafen des Landes. Durch das Departamento führen Bahnstrecken von Montevideo nach Paso de los Toros, nach Minas und nach Río Branco. Ferner wird das Departamento von den folgenden Straßen jedenfalls teilweise durchzogen: Ruta Interbalnearia, Ruta 5, Ruta 6, Ruta 7, Ruta 8, Ruta 9, Ruta 11, Ruta 12, Ruta 40.

### Wirtschaft
Das Gebiet wird intensiv landwirtschaftlich genutzt. Angebaut werden vor allem Getreide, Wein, Gemüse und Obst, außerdem gibt es Milchproduktion und Produktion von aromatischen Kräutern.
Die Industrie ist ebenfalls von Bedeutung. Am wichtigsten sind die Tabakindustrie und die Lebensmittelindustrie.
Ebenfalls von Bedeutung ist der Tourismus. An der Küste des Río de la Plata, die La Costa de Oro genannt wird, gibt es mehrere beliebte Badeorte.

## Einwohner
Canelones ist nach Montevideo das zweitbevölkerungsreichste Departamento Uruguays. Während 2004 noch 485.240 Einwohnern gezählt wurden, betrug die im Rahmen der Volkszählung des Jahres 2023 ermittelte Einwohnerzahl 608.956.

## Politik
Im Mai 2010 wurde Marcos Carámbula (Frente Amplio) ins Amt des Intendente des Departamentos gewählt. Er folgte dabei Estanislao Chiazzaro nach, der das Amt seit dem 5. Februar 2010 bekleidet hatte, nachdem Carámbula vom 7. Juli 2005 bis zu Chiazzaros Amtsantritt bereits Intendente von Canelones war.
Weitere Amtsvorgänger waren unter anderem Tabaré Hackenbruch, Díver Fernández oder Tomás Berreta.

## Sonstiges
Canelones verfügt über eine eigene Hymne. Dies ist die "Himno a Canelones", deren Text 1930 von Eudoro Melo geschrieben wurde. Die Vertonung schuf Bernardo Irigaray.